# James Reason
Pour les articles homonymes, voir Reason.

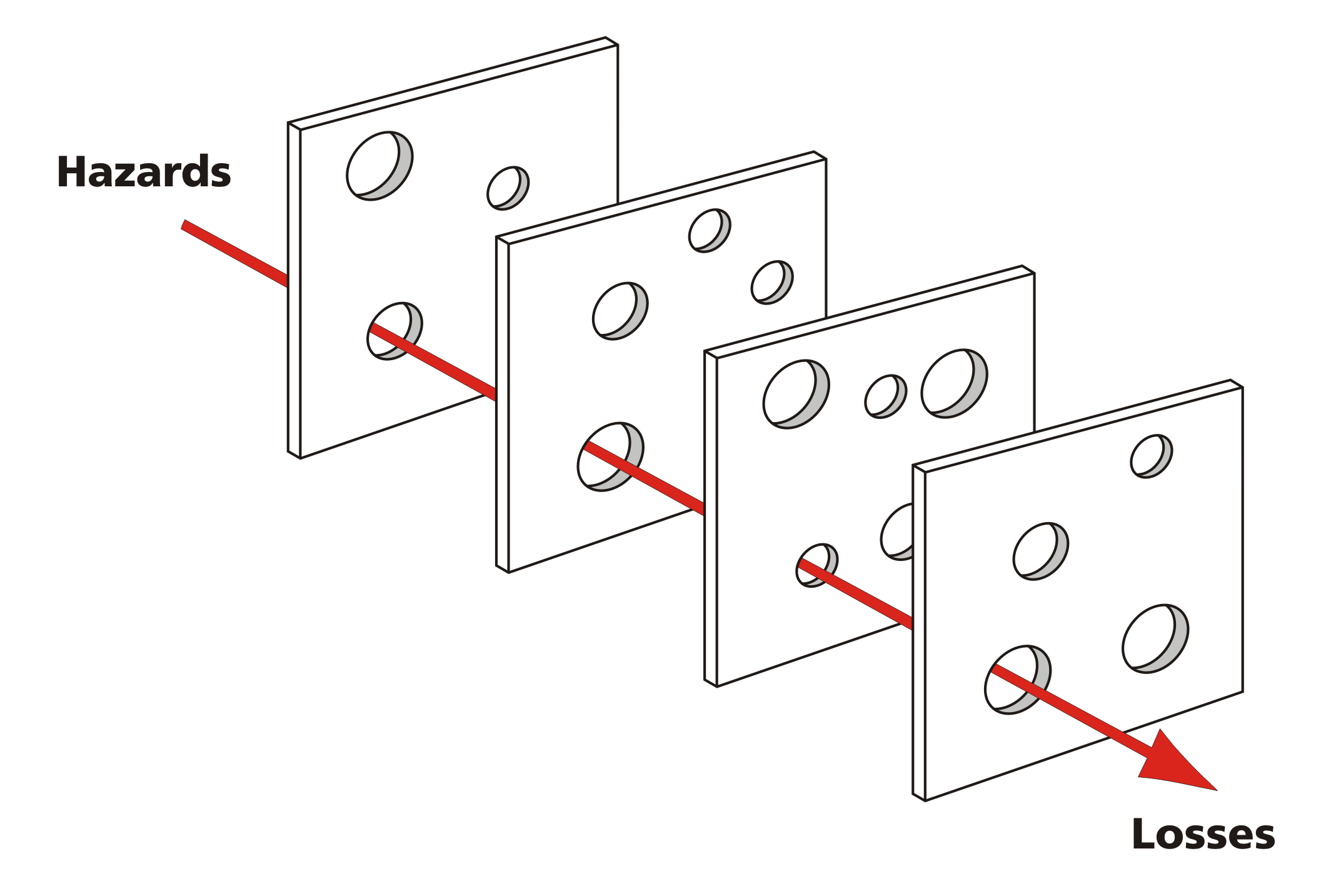
Le modèle du fromage suisse.

James Tootle Reason, né le 1er mai 1938 à Watford dans le Hertfordshire, au Royaume-Uni, et mort le 5 février 2025, est un professeur de psychologie et expert en facteurs humains.
Au cours de sa carrière, il écrit des livres et des publications scientifiques sur l’erreur humaine, notamment sur des aspects tels que la distraction, les facteurs humains dans l’aviation, les erreurs de maintenance ou encore la gestion des risques en cas d’accidents. Parmi ses nombreuses contributions figure l’introduction du modèle du fromage suisse dans les années 1990 et 2000, un cadre conceptuel utilisé dans l'analyse des accidents. Ces travaux, qui reposent sur l’idée que les accidents surviennent lorsque plusieurs barrières de sécurité échouent, demeurent aujourd'hui largement utilisé dans divers domaines, notamment en sécurité aérienne ou en médecine. Il a également décrit la première théorie pleinement développée d’une culture juste (en) dans son livre de 1997, Managing the Risks of Organizational Accidents.
Il est membre de la British Psychological Society, de la Royal Aeronautical Society, de la British Academy et membre honoraire du Royal College of General Practitioners (en). Il est nommé commandeur de l'ordre de l'Empire britannique en 2003 en récompense de ses travaux sur la réduction des risques en milieu hospitalier. Il meurt en 2025 à l'âge de 86 ans,.

## Biographie
James Reason est étudiant de l'université de Manchester, au Royaume-Uni, où il obtient un diplôme de psychologie en 1962. Par la suite, il y devient professeur de psychologie de 1977 à 2001,.

## Publications
- James Reason (trad. de l'anglais par Jean-Michel Hoc), L'erreur humaine [« Human Error »], Paris, Presses des Mines, coll. « Économie et gestion », 2013, 2e éd. (1re éd. 1990), 403 p. (ISBN 978-2-356-71030-7, OCLC 1003592695).
- (en) James Reason, Managing the Risks of Organizational Accidents [« Gestion des risques d'accidents organisationnels »], Aldershot, Ashgate, 1997, 272 p. (ISBN 978-1-840-14105-4, OCLC 421507567).
- (en) Daniel E. Maurino, James Reason, Neil Johnston et Rob B. Lee, Beyond Aviation Human Factors : Safety in High Technology Systems [« Au-delà des facteurs humains dans l’aviation : la sécurité dans les systèmes de haute technologie »], Aldershot, Ashgate/Routledge, 1998, 181 p. (ISBN 978-1-840-14948-7, OCLC 42589625).
- (en) James Reason et Alan Hobbs, Managing Maintenance Error : A Practical Guide [« Gestion des erreurs de maintenance : un guide pratique »], Aldershot, Ashgate/CRC Press, 2003, 200 p. (ISBN 978-0-754-61591-0, OCLC 49602819).
- (en) James Reason, The Human Contribution : Unsafe Acts, Accidents and Heroic Recoveries [« La contribution humaine : actes dangereux, accidents et reprises héroïques »], Farnham, Ashgate/CRC Press, 2008, 310 p. (ISBN 978-0-754-67402-3, OCLC 495296828).
- (en) James Reason, A Life in Error : From Little Slips to Big Disasters [« Une vie dans l'erreur : des petits dérapages aux grandes catastrophes »], Surrey, Ashgate/CRC Press, 2013, 150 p. (ISBN 978-1-472-41841-8, OCLC 1371208886).
- (en) James Reason, Organizational Accidents Revisited [« Les accidents organisationnels revisités »], Farnham, Ashgate/CRC Press, 2015, 160 p. (ISBN 978-1-472-44768-5, OCLC 1041593797).